# Jan Håkan Åberg
Jan Håkan Åberg, född 10 mars 1916 i Falu Kristine församling i Kopparbergs län,
 död 8 januari 2012 i Ärentuna församling i Uppsala län. var en svensk kyrkomusiker och hymnolog.
Jan Håkan Åberg var domkyrkoorganist i Härnösands domkyrka och ledamot av 1969 års psalmbokskommitté. Han finns representerad i Den svenska psalmboken 1986 med bearbetning av en äldre text, "Så älskade Gud världen all", nr 28, och direktöversättningen av den på latin återgivna  "In dulci jubilo", nr 433. 1958 utgav han  En liten orgelbok avsedd som lärobok i orgelteori, boken vann stor genomslagskraft och kom i flera upplagor. 
Jan Håkan var gift första gången 1943–1970 med Berit Romson (1917-2010), dotter till rektor Janne Romson och Gerda Sjöstedt. De fick barnen Per Anders 1948 och Marita 1951. I sitt andra äktenskap var han gift med Kerstin Ljung Åberg (1942-2005) från 1970 till hustruns död 2005. Tillsammans fick de barnen Anna-Karin 1971 och Anna-Lena 1972.

## Psalmer
- In dulci jubilo (1986 nr 433) bearbetning och separat översättning, 1984
- Så älskade Gud världen all (1986 nr 28) bearbetning 1983